# Jean-Baptiste Outhay Thepmany
Jean-Baptiste Outhay Thepmany (* 1935 in Thakhek; † 19. März 1998) war ein laotischer Ordensgeistlicher und römisch-katholischer Bischof von Savannakhet.

## Leben
Jean-Baptiste Outhay Thepmany empfing am 29. Juni 1963 die Priesterweihe.
Papst Paul VI. ernannte ihn am 10. Juli 1975 zum Apostolischen Vikar in Savannakhet und zum Titularbischof von Sfasferia.
Der Apostolische Vikar von Paksé, Thomas Khamphan, spendete ihm am 24. August desselben Jahres die Bischofsweihe; Mitkonsekratoren waren Etienne-Auguste-Germain Loosdregt, Apostolischer Vikar von Vientiane, und Pierre-Antonio-Jean Bach, Apostolischer Vikar von Savannakhet.
Jean-Baptiste Outhay Thepmany starb am 19. März 1998 in seinem 63. Lebensjahr.